# Приорат
Приорат (на латински: Priorat) е термин, с който в някои католически монашески ордени се обозначава мъжки или женски манастир, управляван от приор (или приореса), подчинен на съответното абатство.
Обикновено това са по-малки монашески общности, които нямат собствени игумени, или нямат канонично изисквания брой от поне 12 монаси или поради някоя друга причина.
Приоратите са в определена зависимост от съответното абатство, което ги управлява и наставлява тяхната дейност. Абатствата-майки обикновено основават приорати, когато притежават или придобиват имоти в по-отдалечени територии.
В приоратите се изпращат монаси, които обработват и управляват тези имоти, доходите от които постъпват в абатството-майка. От друга страна, приоратите често се разрастват – изграждат собствени църкви и манастирски комплекси и нерядко впоследствие придобиват статут на самостоятелни абатства.